# Varanus rosenbergi
Varanus rosenbergi (Варан Розенберга) — представник родини варанових.

## Опис
Може досягати в довжину 1,5 м. Темно-сірий з жовтими і білими плямами і чорними смугами на всьому тілі і хвості. Неповнолітні з відтінком оранжевого кольору.

## Спосіб життя
Злучається протягом 12-денного періоду в січні. У лютому та березні, самиця створює кругової гнізда камеру в термітнику і відкладає до 14 яєць. У вересні та жовтні малята виходять з кургану, як правило, вириваючись за допомогою дорослих. Дієта включає в себе птахів, рептилій, ссавців, яйця і падло.

## Розповсюдження
Країни проживання: Австралія ((Австралійська столична територія, Новий Південний Уельс, Південна Австралія, Вікторія, Західна Австралія). Цей вид може жити в різних середовищах існування, переважно в рідколіссі, склерофітних лісах і пустках. 

## Загрози та охорона
Деградація середовища проживання, ймовірно, локально впливає на деякі популяції виду, зокрема у східних районах. Хоча це зараз не вважається серйозною загрозою. На відміну від багатьох інших варанів, цей вид не використовується в міжнародній торгівлі домашніми тваринами, оскільки австралійських варанів заборонено експортувати.